# بلدة الذئب (فلم)
بلدة الذئب أو بلدة الذئاب (بالإنجليزية: Wolf Town) هو فيلم رعب تم إنتاجه في الولايات المتحدة وصدر سنة 2011 بطولة جوش كيلي وماكس أدلر وأليسيا زيغلر وليفي فيلر ومن إخراج رويل ريني.

## القصة
تتحول رحلة 4 أصدقاء لبلدة أشباح مهجورة إلى كابوس عندما يجدون البلدة مليئة بالذئاب المتوحشة.

## وصلات خارجية
بلدة الذئب على IMDb